# Louis Ngwat-Mahop
Louis Ngwat-Mahop (Yaoundé, 16 settembre 1987) è un ex calciatore camerunese, di ruolo attaccante.

## Caratteristiche tecniche
Ala destra, può giocare come ala sinistra o come prima punta.

## Carriera

### Club
Acquistato per € 50.000 dalla squadra della sua città natale, il 12 maggio 2007 esordisce con la maglia del Bayern Monaco contro l'Energie Cottbus, incontro vinto 0-3, giocando nel finale dell'incontro al posto di Ali Karimi. A fine stagione è ceduto al Salisburgo, che lo fa giocare sia in prima sia in seconda squadra: nel 2011 l'Īraklīs lo preleva in cambio di € 0,3 milioni. Ritorna in Germania (al Karlsruhe) prima di fare ritorno anche in Austria, questa volta con la maglia dell'Altach. Il 5 aprile 2013 si rende protagonista della sfida vinta contro l'Hartberg, realizzando una doppietta (2-0).

## Palmarès

### Club

#### Competizioni nazionali
- Campionato austriaco: 2

Salisburgo: 2008-2009, 2009-2010
- Erste Liga: 1

Altach: 2013-2014